# Serra da Noruega
A serra da Noruega é uma serra brasileira localizada no município de Capelinha, no Vale do Jequitinhonha, estado de Minas Gerais, na Microrregião de Capelinha. O cume da serra da Noruega ultrapassa os 1200 metros de altitude, é uma das maiores serras do estado de Minas Gerais. A serra da Noruega foi vítima de grandes desmatamentos, mas vem sendo protegida e recuperada, conservando toda a sua beleza e imponência. Do topo da serra da Noruega, é possível avistar parte da mancha urbana de Capelinha, toda a cidade de Aricanduva, a cidade de Itamarandiba e de Água Boa.
No século XVII, em 1674, a serra da Noruega em Capelinha serviu de assentamento ao célebre bandeirante paulista Fernão Dias Pais Leme, homem que nomeia um dos maiores corredores viários econômicos do Brasil: a Rodovia Fernão Dias, que liga a Grande Belo Horizonte à Grande São Paulo. 
Fernão Dias desbravava o estado de Minas Gerais e o vale do Jequitinhonha à procura de esmeraldas, quando se assentou por um tempo aos pés da serra da Noruega, lugar onde criou um pequeno distrito povoado. Fernão Dias deixou a serra da Noruega no mesmo ano, embrenhando-se rumo a outras regiões do vale do Jequitinhonha.
O pequeno povoamento na Serra da Noruega resiste até as datas atuais.